# آشور رابي الثاني
آشور رابي الثاني هو الملك ال88 لآشور من القرن 10 ق م، حسب قائمة ملوك آشور ذكرت أنه حكم لمدة 41 سنة، من سنة 1012 إلى سنة 972 ق م. خلف الحكم من شقيقه الأكبر آشور نيراري الرابع، على الرغم أن حكمه كان كثيراً إلا أن المصادر ذكرت أن خسر عدة أراضي كانت تابعة لآشور، حيث تمكن الآراميين من الإستيلاء على عدة أراضي في سوريا. خلفه في الحكم إبنه آشور ريش إيشي الثاني.